# Weißbach an der Alpenstraße
Weißbach an der Alpenstraße (amtlich: Weißbach a.d.Alpenstraße; bis 1958 Weißbach) ist ein Gemeindeteil der Gemeinde Schneizlreuth und eine Gemarkung im oberbayerischen Landkreis Berchtesgadener Land. Bis 1978 bestand die Gemeinde Weißbach an der Alpenstraße. Der Name setzt sich aus dem Namen des Fließgewässers Weißbach und der Lage an der Deutschen Alpenstraße zusammen.

## Geographie
Weißbach an der Alpenstraße liegt in den Chiemgauer Alpen zwischen dem Kirchdorf Schneizlreuth und Inzell. Von Berchtesgaden kommend über die Schwarzbachwacht verläuft die Bundesstraße 305 durch den Ort und über den Masererpass nach Bernau am Chiemsee. Die B 305 ist hier ein Teilstück der Deutschen Alpenstraße ist. Parallel dazu verläuft der Bach Weißbach, der sich zwischen den Ortsteilen Weißbach und Schneizlreuth zur Weißbachschlucht verengt. Die Klamm ist ein beliebtes Wanderziel. Knapp 1200 Meter nördlich vom Brunnhaus Nagling liegt entlang der rechten Straßenseite der B 305 (in Richtung Inzell) das Geotop Gletschergarten Weißbach. Südwestlich des Ortes liegt mit dem Naturwald Kraxenbach eines der größten Waldschutzgebiete Deutschlands.

## Geschichte

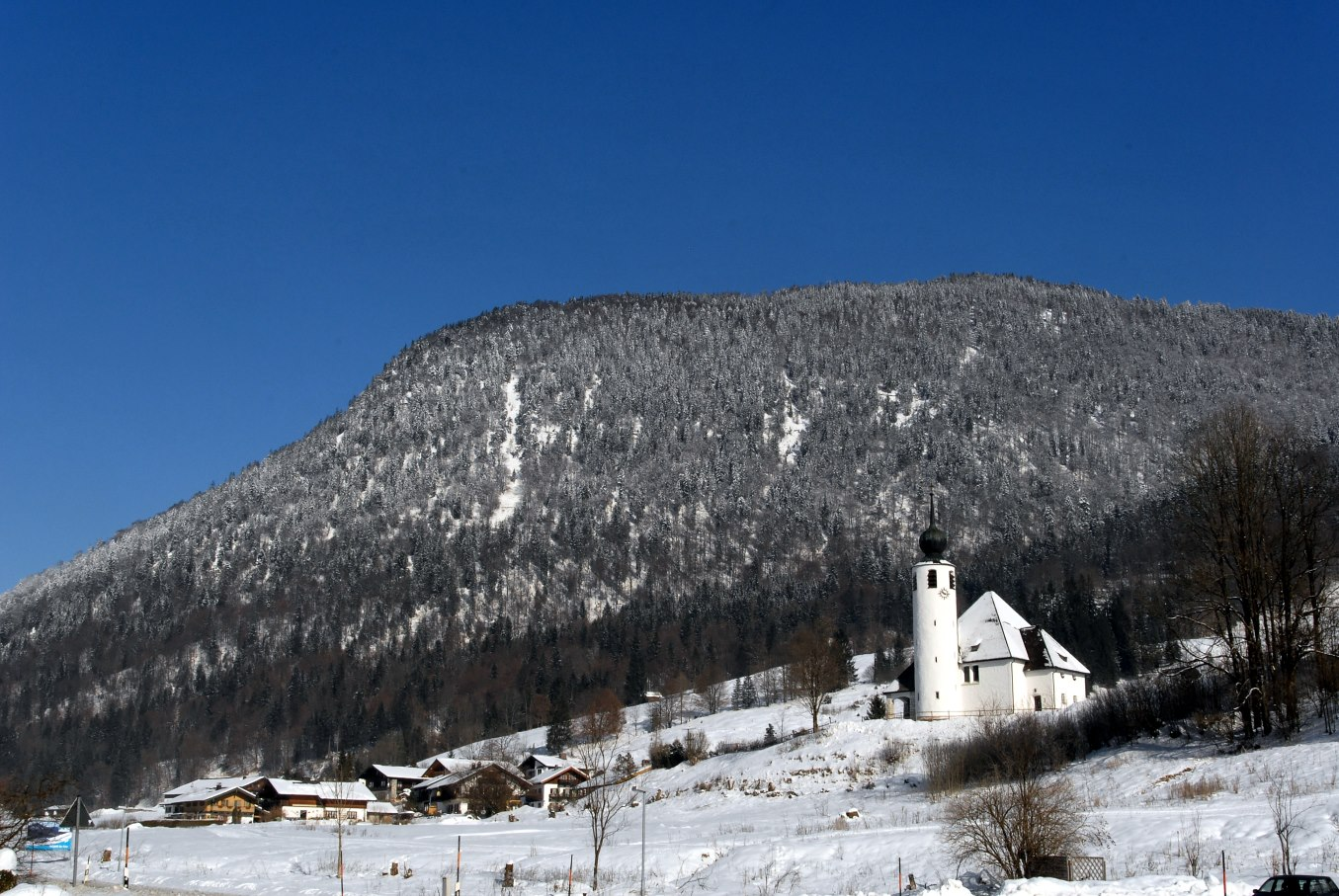
Kirche St. Vinzenz in Weißbach an der Alpenstraße

Am 1. August 1349 wurde erstmals Weißbach urkundlich erwähnt, ein Landgut Schnaezenreut 1285 erstmals genannt. Beide Ortschaften blieben nach der Landwerdung von Salzburg beim Herzogtum Baiern. Sie bildeten die wichtige Verbindung zwischen Reichenhall mit seiner bedeutenden Saline und dem übrigen herzoglich bairischen Herrschaftsgebiet.
Aus der bereits 1555 erwähnten Obmannschaft Jochberg, die den Weiler Jochberg, das Dorf Weisbach und die fünf Güter im Höllnbachtal umfasste, entstand im Königreich Bayern der Steuerdistrikt Weisbach. Die daraus laut Angaben der Gemeinde Schneizlreuth etwa 1820 gebildete Gemeinde Weißbach hatte 1885 eine Gemeindefläche von etwa 406 Hektar. (Die Quellenlage zum Zeitpunkt der Gemeindebildung ist widersprüchlich, da es dazu Angaben gibt, die ihn wie die Gemeinde Schneizlreuth um 1820, andere auf das Jahr 1833 oder exakt auf den 25. September 1883 datieren.)
Am 1. Januar 1978 erfolgte die Eingliederung des gemeindefreien Gebiets Weißbacher Forst (2863,94 Hektar) sowie eine Aufteilung des Karlsteiner Forsts zwischen Weißbach an der Alpenstraße (1235,18 Hektar) und Karlstein. Durch die Eingliederung der Forstgebiete vergrößerte sich die Gemeindefläche fast um das Zehnfache von 461,76 auf 4560,88 Hektar.
Bis zum Abschluss der Gemeindegebietsreform war Weißbach an der Alpenstraße eine eigenständige Gemeinde. Sie wurde zum 1. Mai 1978 nach Schneizlreuth eingemeindet.

### Einwohnerentwicklung
Bei einer Zählung im Verwaltungsjahr 1823/1824 gab es in dem zur Gemeinde Weisbach im Landgericht Reichenhall und Rentamt Berchtesgaden gehörigen Dorf Weisbach 15 Häuser, 15 Familien mit 145 Seelen, davon 67 weiblich. 1885 gab es im Dorf Weissbach des Bezirksamts Berchtesgaden 19 Wohngebäude und 155 Einwohner.
| Einwohner              | Einwohner       | 1823/1824 | 1840 | 1871 | 1885 | 1900 | 1925 | 1950 | 1961 | 1970 | 1987 |
| ---------------------- | --------------- | --------- | ---- | ---- | ---- | ---- | ---- | ---- | ---- | ---- | ---- |
| Gemeinde               | Gemeinde        |           | 221  | 237  | 232  | 214  | 316  | 579  | 488  | 539  |      |
| Weißbach               | Dorf, Kirchdorf | 145       |      | 150  | 155  | 159  | 257  | 522  | 440  | 503  | 597  |
| Jochberg               | Weiler          | 64        | 67   | 61   | 55   | 59   | 57   | 48   | 36   |      |      |
| Höll(e)nbach, Helmbach | Weiler          | 40        | 20   | 16   |      |      |      |      |      |      |      |
| Lettenklause           | Brunnhaus       | 6         |      |      |      |      |      |      |      |      |      |
| Nagling                | Brunnhaus       | 5         |      |      |      |      |      |      |      |      |      |

## Wappen
| Wappen von Weißbach an der Alpenstraße | Blasonierung: „In Blau auf grünem Dreiberg zwischen einem silbernen (weißen) Wellenpfahl und einem goldenen (gelben) Pfahl, ein silberner (weißer) Soleturm, der über eine zweifache schräglinke Soleleitung mit dem Wellenpfahl verbunden ist.“                                                                                      |
| Wappen von Weißbach an der Alpenstraße | Wappenbegründung: Das Wappen erinnert an die „Güldene Salzstraße“ von Bad Reichenhall nach Traunstein, auf deren Route die Gemeinde lag und ihre Entwicklung verdankte, einerseits durch den Soleturm und andererseits durch den goldenen Pfahl, welcher an die Soleleitung erinnert. Der Wellenpfahl steht redend für den Ortsnamen. |